# Khentkaous (épouse de Khoufoukhaf II)
Pour les articles homonymes, voir Khentkaous.
Khentkaous est l'épouse d'un dignitaire de la Ve dynastie nommé Khoufoukhaf II. Elle vivait sous le règne de Niouserrê et portait parmi ses titres celui de « fille royale de son corps (du roi) », titre porté par les princesses royales.
Elle est inhumée dans le mastaba de son époux à Gizeh (G7150).